# Pioggia di luglio
Pioggia di luglio (Июльский дождь) è un film del 1966 diretto da Marlen Chuciev.

## Distribuzione
Il film è uscito nelle sale dell'Unione Sovietica il 7 agosto 1967.
Era stato invitato alla Mostra internazionale d'arte cinematografica di Venezia, come il precedente Ho vent'anni, ma le autorità sovietiche non ne permisero la partecipazione.